# Montemarciano

Kerk van Montemarciano

Montemarciano is een gemeente in de Italiaanse provincie Ancona (regio Marche) en telt 9891 inwoners (31-08-2019). De oppervlakte bedraagt 22,1 km², de bevolkingsdichtheid is 433 inwoners per km².
De volgende frazioni maken deel uit van de gemeente: Alberici, Cassiano, Gabella, Gelso, Grugnaletto, Forcella, Marcianella, Marina.

## Demografie
Montemarciano telt ongeveer 3798 huishoudens. Het aantal inwoners steeg in de periode 1991-2001 met 19,8% volgens cijfers uit de tienjaarlijkse volkstellingen van ISTAT.
| Jaar | Inwoneraantal |
| ---- | ------------- |
| 1991 | 7660          |
| 2001 | 9173          |

## Geografie
Montemarciano grenst aan de volgende gemeenten: Chiaravalle.